# Tasman Series 1964
Tasman Series 1964 var ett race som var den första i sitt slag, och lockade många formel 1-förare från Europa men även från Australien och Nya Zeeland att tävla på södra halvklotet under vintern. Den förste vinnaren blev Bruce McLaren. Säsongen minns också för att Timmy Mayer omkom på Longford efter att ha kört rakt in i ett träd efter ett bromsfel.

## Delsegrare
| Datum       | Bana         | Vinnare       |
| ----------- | ------------ | ------------- |
| 4 januari   | Levin        | Denny Hulme   |
| 11 januari  | Pukekohe     | Bruce McLaren |
| 18 januari  | Wigram       | Bruce McLaren |
| 25 januari  | Teretonga    | Bruce McLaren |
| 9 februari  | Sandown      | Jack Brabham  |
| 16 februari | Warwick Farm | Jack Brabham  |
| 23 februari | Lakeside     | Jack Brabham  |
| 2 mars      | Longford     | Graham Hill   |

## Slutställning
| Plats | Förare        | Poäng |
| ----- | ------------- | ----- |
| 1     | Bruce McLaren | 39    |
| 2     | Jack Brabham  | 33    |
| 3     | Denny Hulme   | 23    |
| 4     | Timmy Mayer   | 23    |
| 5     | John Youl     | 20    |
| 6     | Graham Hill   | 12    |